# Seilbahn Riems
Die Seilbahn Riems war eine 747 Meter lange Luftseilbahn, die von 1926 bis 1971 die Insel Riems mit dem Festland verband. 

## Erste Seilbahn
Die erste Seilbahn wurde 1926 vom Leipziger Unternehmen Adolf Bleichert & Co. errichtet, weil der Bootsverkehr für den Transport von Personal und Vieh nach der Erweiterung des Friedrich-Loeffler-Instituts nicht mehr ausreichte. Sie verfügte über eine Fahrspur, auf der bis zu sieben abkoppelbare Gondeln eingesetzt wurden, davon sechs für den Viehtransport mit einer Nutzlastkapazität von einer Tonne und eine für den Personentransport. Gelegentlich wurden auch die für den Viehtransport eingesetzten Gondeln für Personentransporte genutzt. Die Seilbahn hatte drei Stützen, von denen die Stütze zwei mit 23,26 Metern die höchste war. Die größte Seilspannweite betrug 350 Meter. 

## Zweite Seilbahn
Von 1940 bis 1942 baute Bleichert eine zweite, 747,6 Meter lange Seilbahn parallel zur bestehenden Seilbahn. Sie wurde im Unterschied zur ersten Luftseilbahn als Pendelbahn ausgeführt, die fortan die Aufgabe des Personentransports übernahm, aber auch für Viehtransporte eingesetzt wurde, denn neben ihrer abkoppelbaren Kabine für Personentransporte gab es noch zwei abkoppelbaren Gondeln für Viehtransporte. 1961 erhielt sie eine zweite Gondel für die Personenbeförderung. Auch bei dieser Seilbahn war die Stütze zwei mit 23,26 Metern die höchste und auch ihre größte Seilspannweite betrug 350 Meter.

## Abbau
Da das Friedrich-Löffler-Institut in den 1960er Jahren nochmals erweitert wurde, reichten die Seilbahnen nicht mehr für den Transport aus. 1971 wurde ein für Kraftfahrzeuge befahrbarer Damm parallel zur Seilbahnstrecke fertiggestellt. Nachdem 1972 eine Materialschleuse im Institut eingerichtet worden war, war der Betrieb der Seilbahnen entbehrlich und beide wurden abgebaut. Die Fundamente der Stützen 2 und 3 sind noch heute auf Luftbildern zu erkennen.